# TVes
TVes là một đài truyền hình công cộng Venezuela. Tên của đài gọi tắt của Fundación Televisora Venezolana Social (tiếng Tây Ban Nha của Quỹ Truyền hình Xã hội Venezuela) là được đọc là te ves, có nghĩa "mình thấy mình" trong tiếng Tây Ban Nha. Nó thay cho RCTV (Radio Caracas Television) trên đài số 2 ngày 28 tháng 5 năm 2007 và bắt đầu chương trình đầu tiên vào lúc 12:20 giờ sáng AST (0420 UTC).
TVes nắm tần số của RCTV sau khi chính quyền Tổng thống Hugo Chávez không cho phép RCTV gia hạn bằng hoạt động. RCTV đã là đài TV truyền thông mà chỉ trích chính quyền xã hội chủ nghĩa của Chávez nhiều nhất. Hàng ngàn người ra đường để biểu tình – và nhiều người thêm để mời – vụ đóng cửa của RCTV, đài truyền hình lâu đời nhất của Venezuela, và ngày đầu tiên của TVes. Sau khi RCTV bị đóng cửa, những người biểu tình xung đột với cảnh sát và bị cảnh sát chống bạo loạn bắn súng nước. Chính phủ nói rằng RCTV đã truyền tài liệu "kích động" và "tuyên truyền có tính lật đổ", cũng như "thông báo tiềm thức có nội dung chính trị" cho trẻ em. Tuy nhiên, những người phê bình cho rằng chính phủ bắt RCTV phải đóng cửa để im lặng phe đối lập.